# Fauna

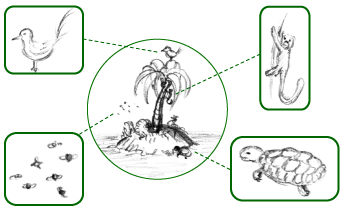
Fauna

Fauna (též zvířena) je souhrnné označení té části přírody, kterou se zabývá zoologie, to znamená živočichy. Souvisejícím termínem je flóra, používaná naopak v botanice. Fauna se dělí například podle systematických kritérií (fauna ptáků = avifauna, fauna měkkýšů = malakofauna, atp.), podle zeměpisných oblastí, podle ekologických hledisek (např. fauna pouští) nebo podle velikosti (druhy mikroskopické = mikrofauna, a makroskopické = megafauna).
Podle taxonomického řazení se fauna řadí převážně do živočišné říše (Animalia), ale i do jiných, ale ty jsou zastoupeny pouze mikrofaunou. 

## Etymologie
Slovo pochází z řeckého jména Fauna, což byla tamější bohyně plodnosti, sestra Fauna.